# دبلی لوگ (مایدانپک)
دبلی لوگ (به صربی: Debeli Lug) یک منطقهٔ مسکونی در صربستان است که در مایدانپک واقع شده‌است. دبلی لوگ ۴۵۸ نفر جمعیت دارد.